# بروس يانكوفسكي
بروس يانكوفسكي (بالإنجليزية: Bruce Jankowski)‏ هو لاعب كرة قدم أمريكية أمريكي، ولد في 12 أغسطس 1949 في باترسون في الولايات المتحدة.

## وصلات خارجية
- بروس يانكوفسكي على موقع مرجع كرة القدم المحترفة.كوم (الإنجليزية)
- بروس يانكوفسكي على موقع JustSportsStats.com (الإنجليزية)
- بروس يانكوفسكي على موقع كلية كرة القدم في سبورتس رفرنس.كوم (الإنجليزية)